# Gunnar Andersson i Gustavsberg
Gunnar Sigfrid Andersson (i riksdagen kallad Andersson i Gustavsberg), född 1 juni 1905 i Gustavsbergs socken, död där 3 februari 1959, var en svensk arbetsförmedlingsföreståndare och politiker (socialdemokraterna).
Gunnar Andersson var riksdagsledamot i första kammaren för Stockholms läns och Uppsala läns valkrets från 1957 till sin död 1959.